# Edwin Le Héron
Edwin Le Héron, né le 1er juillet 1956 à Reims (France) et mort le 23 avril 2025, à Bordeaux, est un économiste français.
Président de l’Association pour le développement des études keynésiennes (ADEK), il enseigne pendant des années l'économie monétaire, l’économie internationale, la politique économique, l'économie de la culture et l'histoire de la pensée économique à l'Institut d'études politiques de Bordeaux.
Il s'inscrit dans le sillage du keynésianisme.

## Biographie

### Études
Edwin Le Héron passe en 1975 le baccalauréat, série mathématiques. Il s'oriente vers des études d'économie, et obtient en 1979 une maîtrise d’économie publique à l'université Panthéon-Assas. Il poursuit avec un DEA de macroéconomie approfondie à l'université Panthéon-Sorbonne en 1980.
Il obtient un deuxième DEA, en systèmes et structures, à l'université Paris-Nanterre en 1982. Il entame alors sa thèse, et obtient en 1984 un doctorat en économie, spécialisé en macroéconomie approfondie, à l'université Panthéon-Sorbonne.
Il obtient en 2008 une habilitation à diriger des recherches à l'université Bordeaux-IV.

### Carrière

#### Enseignement
Durant son deuxième DEA à l'université Paris-Nanterre, Edwin Le Héron est chargé de cours et de travaux dirigés à l'université Panthéon-Sorbonne, à l'université Paris Diderot, à l'université de Paris VIII et à l'université Paris-Dauphine. Il conserve ces postes jusqu'en 1986.
De 1985 à 1987, après l’obtention du doctorat, il devient chargé de cours à l'École supérieure de commerce de Rouen et à l'Institut de préparation à l'administration générale à Paris. Il est parallèlement, jusqu'en 1986, assistant à l'Institut international d'administration publique.
De 1986 à 1987, il est assistant à l'université Paris-Dauphine. Il quitte alors l'université pour devenir maître de conférences à l'Institut d'études politiques de Bordeaux (Sciences Po Bordeaux). Il y dirige le master de géo-économie appliquée (GEA). À partir de 2016, Edwin Le Héron est professeur des universités à Sciences Po Bordeaux.
Ses cours magistraux sont très populaires au sein de l'institut. Selon l’ancien PDG de Radio France Mathieu Gallet, qui a été son élève, « l’amphithéâtre était plein à craquer les mardis matin à 8 h 30 ! Cette affluence rare pour un cours d’amphi ne tenait pas qu’à son look branché et ses costumes stylés. Son approche pédagogique, simple et profonde, était vraiment enthousiasmante. » 
Il est un contributeur régulier à Alternatives économiques.

#### Autres activités d'enseignement
Edwin Le Héron a été professeur invité dans plusieurs universités internationales. Il a enseigné à l'École internationale des sciences politiques de Katowice, à l'université de Wrocław, à l'université nationale autonome du Mexique, à l'université de Stuttgart, a été professeur invité à l'Institut technique des banques et a enseigné à l'université de Ritsumeikan. Il a aussi donné des cours à l'université de Coimbra, et à l'université russe de l'Amitié des Peuples (en 2008). Il a aussi enseigné à Cardiff, a été professeur invité à la faculté des sciences économiques et de gestion de Sfax, a été conférencier à l'Institut des hautes études de Défense nationale et a été professeur invité à l'université autonome de Madrid.

### Activités de recherche
Les recherches d'Edwin Le Héron portent principalement sur l'organisation des banques centrales et la politique monétaire, l’histoire de la pensée monétaire en France au XVIIIe siècle, ainsi que la modélisation macroéconomique post keynésienne stock-flux cohérente. Il a notamment publié À quoi sert la banque centrale européenne ? (La documentation française, 2016) ou Les banques centrales doivent-elles être indépendantes ? (avec Philippe Moutot, Prométhée, 2008).
Président de l'Association pour le développement des études keynésiennes (ADEK) à partir de 2000, Edwin Le Héron est aussi membre du groupe de recherche sur la modélisation macroéconomique SFC-ABM dirigé par Joseph E. Stiglitz (colauréat du prix dit Nobel d'économie, 2001) et financé par l'Institute for New Economic Thinking, à partir de 2012. L'objectif de ce programme est de construire une modélisation économique qui permette de comprendre la dernière crise économique et surtout de prédire les prochaines. À partir de novembre 2013, il est membre du membre du Conseil d'administration de l'Association française d'économie politique (AFEP)
Entre autres fonctions, Edwin Le Héron a aussi été collaborateur d'Alain Barrère, animateur du réseau d'excellence européen Garnet, membre du Centre Émile-Durkheim ou du Comité de sélection du programme post-doctoral international de l'Initiative d'excellence de l'université de Bordeaux.
Il a été membre du Conseil d'administration des Économistes atterrés entre 2011 et 2016.

## Décoration
- Chevalier de la Légion d'honneur (14 avril 2017)[9].